# Daphnella ornata
Daphnella ornata é uma espécie de gastrópode do gênero Daphnella, pertencente à família Raphitomidae.